# 紅海無稜海龍
紅海無稜海龍（学名：Lissocampus bannwarthi），为輻鰭魚綱棘背魚目海龍魚科無稜海龍屬的其中一種，分布於西印度洋的Suez及Aqaba灣海域，棲息深度37-212公尺，體長可達13.2公分，棲息在沙石底質水域，卵胎生。